# Jean Thurel
 (février 2024).
Si vous disposez d'ouvrages ou d'articles de référence ou si vous connaissez des sites web de qualité traitant du thème abordé ici, merci de compléter l'article en donnant les références utiles à sa vérifiabilité et en les liant à la section « Notes et références ».
Jean Thurel (ou Theurel)  est le seul militaire français à obtenir le triple médaillon de vétérance. Il est également nommé par Napoléon Ier chevalier de la Légion d'honneur un an après la création de l'ordre.
Selon ses nombreuses biographies, il serait né le 8 septembre 1699 à Orain (Bourgogne, actuelle Côte-d'Or) et mort le 10 mars 1807  à Tours (Indre-et-Loire). Né sous le règne de Louis XIV et mort sous celui de Napoléon, il aurait connu trois siècles et serait décédé après 72 ans d'activité.
Des travaux récents accréditent la thèse d'une légende et le font naître le 13 septembre 1725 à Orain et mourir à Tours le 10 mars 1807 .

## Biographie

### Une naissance incertaine
Jean Thurel (ou Theurel) naît le 8 septembre 1699 en la paroisse Saint-Bénigne d'Orain (Bourgogne, actuelle Côte-d'Or). Calme petit village de quelque deux cents habitants, Orain se situe au nord de la Bourgogne, sur les dernières pentes du plateau de Langres. Son église où une modeste inscription y rappelle le baptême de Thurel dépendait alors de Saint-Maurice-sur-Vingeanne, diocèse de Langres, laquelle est en Champagne. 

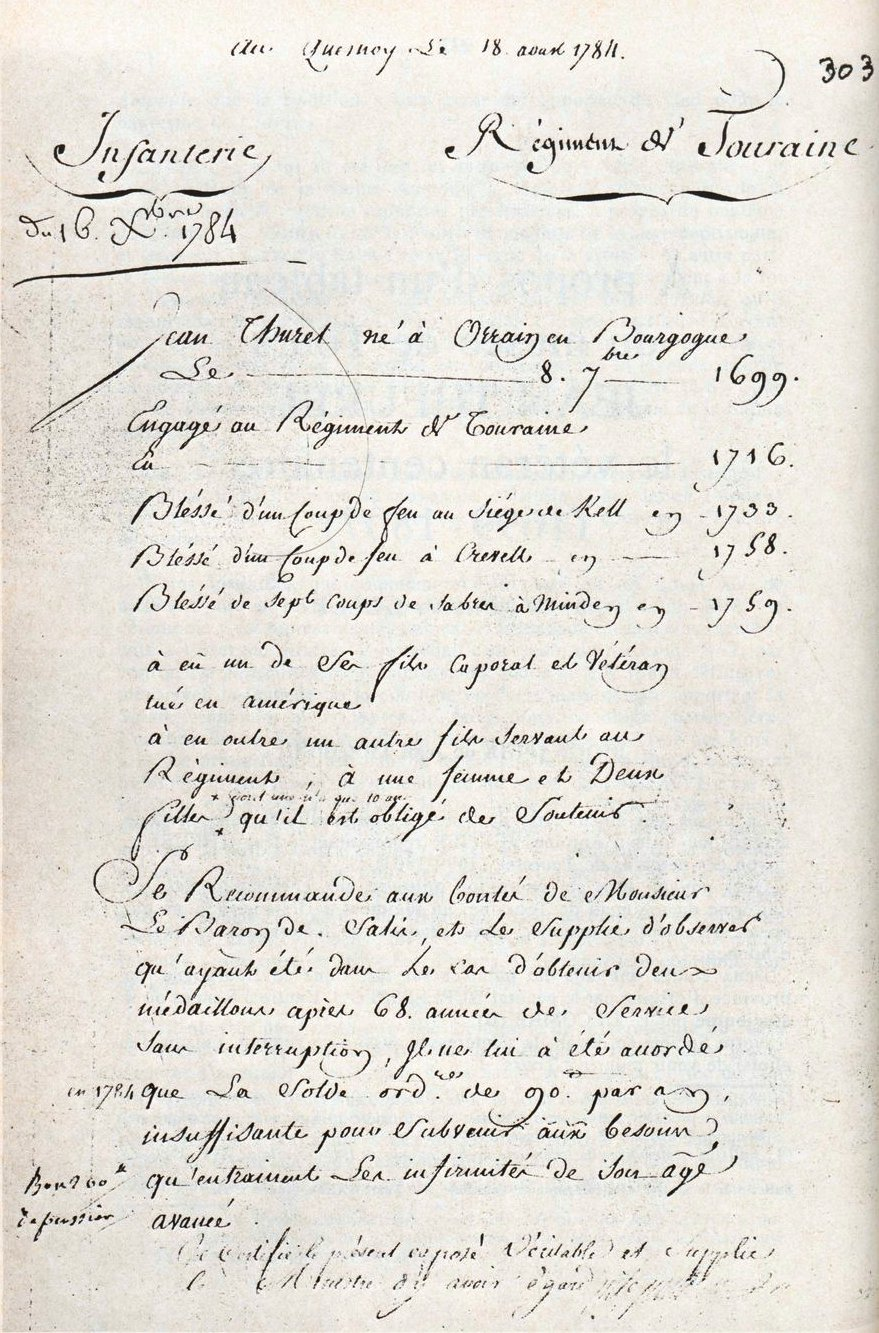
Requête du 16 décembre 1784

Les parents de Thurel sont Denis Thurel (Theurel), laboureur et Anne Goujet, son épouse. Dans les registres paroissiaux d'Orain on trouve des Rabiet de fondation dans le village, puis de nombreux Goujet, mais les Thurel (Theurel) ne paraissent dans les actes qu'à partir de 1696. Peut-être venaient-ils de la paroisse voisine, Le Prélot, commune de Champlitte, où existent encore des familles Theurel. Comme il était d'usage que l'aîné prenne le nom du père et la fille aînée celui de la mère (plus rarement celui du parrain ou de la marraine), en l'absence de renseignements plus précis on peut penser que Jean Thurel était un cadet.
Il n'est pas possible de retrouver l'acte de baptême du nouveau-né, les registres paroissiaux manquant pour cette période,; mais il existe dans les dossiers du régiment de Touraine une requête datée du 16 décembre 1784 – dont les éléments sont certifiés exacts par le mestre de camp, colonel du régiment, le vicomte de Poudenx – laquelle donne comme date de naissance le 8 septembre 1699 ,.

### Un engagé volontaire de17 ans
Que pouvait faire une famille de laboureurs et de « manouvriers » qui ne savaient même pas signer ? On peut penser que ce sont ces difficultés qui ont poussé le jeune Thurel, comme beaucoup d'autres à aller chercher fortune dans l'armée. La fortune et non pas la richesse, car si l'on en croit le comte Jacques de Guibert le soldat n'avait au-dessous de lui « dans la classe des malheureux, que l'homme manquant de tout, ou ce journalier de nos campagnes, qui partage, avec sa famille, un pain trempé de sueur et de larmes ».
Peut-être aussi parce qu'un capitaine du régiment de Touraine, Henri César Cotte, était originaire d’Orain. Il était courant que les officiers, connus et admirés de tous, entraînent à leur régiment les jeunes gens cherchant à faire leur vie. Il est donc très vraisemblable que ce fut cette famille qui amena Thurel à s'engager au régiment de Touraine comme fusilier le 8 septembre 1716, jour anniversaire de ses 17 ans,.
Ce régiment créé en 1625 peut être considéré comme une unité type de l'ancien régime. Fort d'environ 1 100 hommes provenant de toutes les provinces le régiment comportait en majorité des soldats issus des villes. Leur taille était comprise entre 5 pieds 6 pouces (1,67 m) et 5 pieds 9 pouces (1,75 m). Les hommes étaient habillés d'une tenue blanche à parements roses, très seyante, mais demandant beaucoup de soins. Ils étaient équipés d'un fusil à baïonnette système Vauban permettant le tir, la baïonnette en place, et d'un sabre court porté en bandouilière,.

### Un jeune marié de50 ans

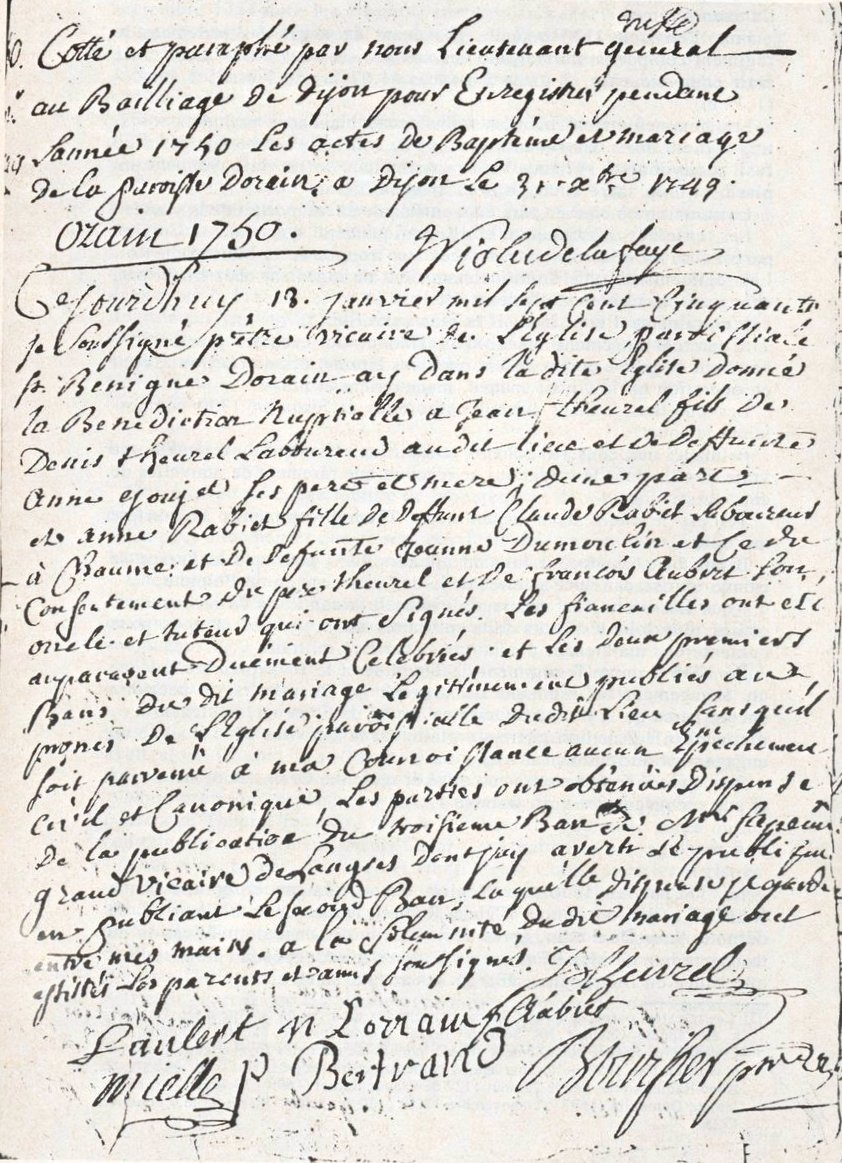
Acte de mariage du 13 janvier 1750

Le 18 janvier 1750, en l'église Saint-Bénigne Thurel épouse Anne Rabiet, fille de défunt Claude Rabiet, laboureur à Chaume et de défunte Anne Dumoulin, après avoir obtenu dispense de publication du troisième ban de Mgr l'Évêque de Langres . Il est âgé de 50 ans, sa jeune épouse de 22. 
Les épouses alors suivent leurs hommes de camps en cantonnements. La solde est régulière mais modeste et les femmes se font un peu d’argent en menus travaux de blanchissage ou de raccommodage. Les garçons nés de ces foyers étaient « enfants du régiment » et admis à la solde en qualité « d’élèves tambours, fifres ou trompettes » en attendant leur engagement comme soldats. Les filles se mariaient généralement au régiment et l'autorité militaire les aidait.
Thurel a-t-il eu une permission pour se marier ? Toujours est-il, qu'il est toujours là pour signer l'acte de baptême de son fils Dominique né le 11 avril 1751 à Orain, tué à 32 ans le 12 avril 1782 à côté de son père lors de la campagne d'Amérique ; il est alors mentionné « manouvrier ». Il est témoin et paraphe l'acte de mariage à Orain de Denis Theurel, veuf d'Anne Goujet, avec Anne Boillot le 1er février 1752. Puis il disparaît des registres d'Orain, repris par sa vie militaire.
On le trouve de nouveau militaire à Strasbourg aux baptêmes de son fils Jean Baptiste le 2 avril 1767 en l'église Saint-Étienne, et de sa fille Jeanne, baptisée deux ans plus tard dans la même église le 8 avril 1769. Cette dernière épouse le 16 mars 1789 en l'église Saint-Jacques de Perpignan Pierre Frédéric Maréchal, adjudant au régiment de Touraine et, le même jour dans la même église, la dernière fille, Madeleine Nicole, née à Metz, se marie à l'âge de 16 ans avec Jean-Baptiste Ménétrier, sergent-major et maître de musique au régiment de Touraine. Pour les mariages de ses deux filles, Thurel qui signe l'acte est mentionné comme « doyen des vétérans de l'armée de France ».

### Une carrière de75 ans
Toujours simple soldat, ayant constamment refusé de l'avancement, Thurel sert 75 ans au régiment de Touraine pratiquement sans interruption, en dehors toutefois de quelques années passées dans la cavalerie, notamment en 1738 aux dragons de Bauffremont et en 1744 au régiment d'Anjou-Cavalerie, du 8 décembre 1716 – date de son premier engagement – jusqu'à sa radiation officielle des contrôles de l'activité le 31 janvier 1792 à 92 ans après 75 ans de service actif.

#### Le triple médaillon de vétérance
Commencée à l'âge de 17 ans dans l'anonymat le plus complet, la carrière de Thurel se termine en apothéose avec la remise à Rennes le 17 janvier 1788, à 88 ans, du triple médaillon de vétérance créé par Louis XV par ordonnance royale du 16 avril 1771. Il est le seul militaire français à avoir obtenu cet insigne honneur.

### Une célébrité à92 ans
En possession de sa modique pension de retraité, âgé de 92 ans Jean Thurel se retire ensuite à Tours.
Au moment de la création sous le Consulat des compagnies de vétérans par l'arrêté du 4 germinal an VIII (25 mars 1800), il s'engage, à l'âge de 102 ans et sur sa demande, dans la compagnie du département d'Indre-et-Loire et c'est la 3e demi-brigade qui le prend en charge. Logé à la caserne du château avec sa femme, exempté de service en raison de son âge, Thurel va alors mener une agréable retraite, recevant le « prêt du soldat » (la solde) et les rations réglementaires.
À Tours on s'intéresse à Thurel devenu un symbole. La Gazette nationale lui consacre un article dans son numéro du 29 thermidor an X (17 août 1801) : « Parmi les vétérans qui habitent notre ville en existe un âgé de 103 ans nommé Jean Theurel ... Une remarque particulière est que ce brave homme a vécu dans le cours de trois siècles, né sous Louis XIV, il a servi sous ses deux successeurs et sous la république. Il jouit d'une bonne santé, il y a quatre jours il est revenu de Montauban, dont il a pris plaisir à faire une partie de la route à pied », ; il est désigné alors comme le plus ancien soldat de l'Europe.
Devenu une personnalité de Tours, Thurel est l'un des commissaires nommés par le préfet Pommereul dans son arrêté du 12 messidor an IX (1er juillet 1801) pour l'inhumation au pied de l'arbre de la liberté des cendres du général Meusnier, défenseur de Mayence ; la cérémonie se déroule le 1er vendémiaire an X (23 septembre 1801).
Le 14 juillet 1802, année si chaude que l'on trouvait dans les champs des lièvres morts et des œufs de perdrix cuits, Thurel défile malgré la chaleur excessive, et l'on voit « le fils du général Liebert, enfant alors âgé de quatre ans et donnant la main à un ancien soldat du régiment de Touraine alors âgé de cent quatre ans de sorte qu'il y avait juste, et malgré leur contact un siècle entre eux deux »,.
Thurel est maintenant l'attraction de Tours. Il fait la connaissance en 1802 du général Thiébault, chef d'état major du général Liebert, qui le reçoit à dîner une fois par semaine. Le 3 nivôse an XII (25 décembre 1803), le général Liebert fait parvenir au premier consul un rapport à la suite duquel sa solde de retraite de 300 francs est portée à 900 francs. Dès la création de la Légion d'honneur, Bonaparte lui octroie par décret du 1er frimaire an XI (22 novembre 1802) une pension annuelle de 1 200 francs, plus 400 francs sur le fonds de la Légion d'Honneur.

#### La Légion d'honneur
Le 2 Thermidor an XII (21 juillet 1804) le conseil d'administration de la 3e demi-brigade sollicite la Croix pour Thurel. Le 4 brumaire an XIII (26 octobre 1804) il est nommé à 105 ans chevalier de la Légion d'honneur, un an après la création de l'ordre.
Avec une grande délicatesse ce même conseil d'administration demande au grand chancelier de la Légion d'honneur la remise rapide des insignes au récipiendaire : « À son âge on a tant de raisons de presser l'instant de sa réjouissance que nous ne pouvons ni blâmer son impatience, ni lui refuser nos soins pour la faire cesser ». Ce fut certainement une des ultimes satisfactions de Thurel.

### Une mort à107 ans

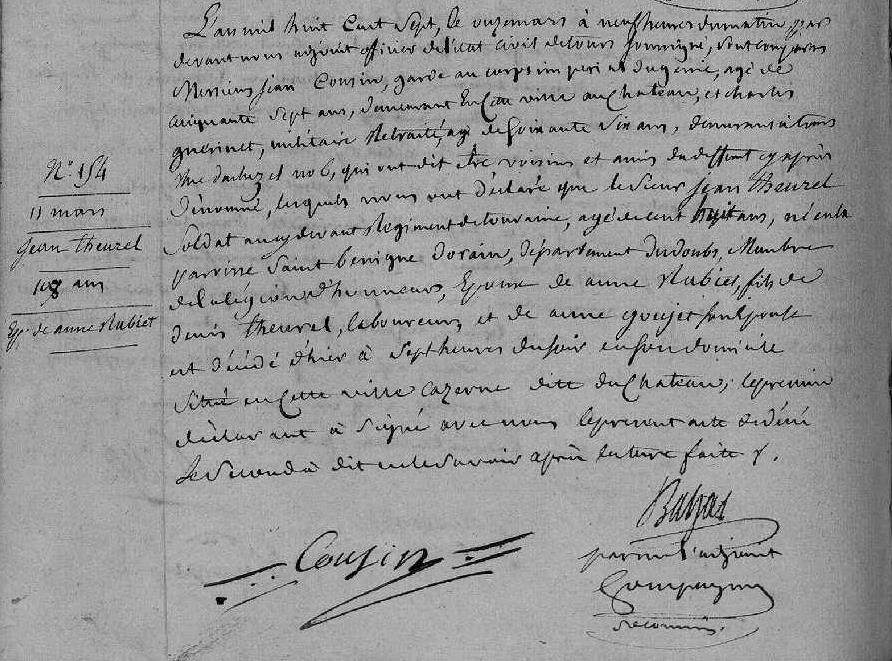
Acte de décès de Jean Thurel

Jean Thurel meurt le 10 mars 1807  ayant jusqu'au moment de sa mort conservé sa tête saine et joui d'une très bonne santé,. La Gazette Nationale du 23 mars 1807 rapporte en ces termes le récit de ses funérailles :

« Les obsèques du plus ancien soldat de l'Europe, Jean Thurel, décédé à Tours le 10 de ce mois, à l'âge de cent huit ans, ont été célébrées le lendemain avec une pompe militaire digne de ce respectable vieillard. Tous les membres de la Légion d'honneur, dont il était le doyen par son âge, ont assisté, avec un détachement de la garnison de Tours, à son convoi. MM. les officiers de la garnison se sont fait un devoir de se trouver tous à la cérémonie. Le corps avait été déposé à la caserne ; de là il a été transporté à l'église, au son d'une musique funèbre. Les quatre coins du drap étaient soutenus par M. le général Bonnard, M. le général Chabert, M. le général Lynch, inspecteur aux revues, et par M. Deslandes, maire de la ville, membre de la Légion d'Honneur. Une foule de citoyens suivait le cortège ; ils s'étaient empressés de venir honorer, par leur présence, celui qui pendant tant d'années avait servi sa patrie dans la carrière militaire. Le corps, au sortir de l'église, a été transporté au cimetière et inhumé avec tous les honneurs militaires. Le lendemain, un service solennel a été célébré dans l'église de sa paroisse, où se sont trouvées les mêmes personnes qui avaient assisté au convoi. »

La veuve de Thurel ne fut pas oubliée. Sur demande du général commandant la 22e division, le ministre de la guerre proposait à l'Empereur le 9 septembre 1807 une demande de pension et le 10 septembre 1807 Napoléon la signait, fixant lui-même à 300 francs la pension en sa faveur,.

## Carrière militaire

### Sous le règne de Louis XV
Au début du règne de Louis XV, Thurel s'engage au régiment de Touraine comme fusilier le 8 septembre 1716, jour anniversaire de ses 17 ans, mais doit attendre 1733 pour que la France se trouve reprise dans une guerre, celle dite de « succession de Pologne » et au siège de Kehl, une balle lui traverse le corps. 
Il quitte ensuite le régiment de Touraine pour le 1er septembre 1738 signer un engagement dans la cavalerie au régiment de dragons de Bauffremont, peut-être encore parce qu'il y avait à Orain un André de Fontenet, lieutenant à ce régiment. Il ne doit guère s'y plaire car le 2 février 1744 il signe un engagement au régiment d'Anjou-Cavalerie.
En 1745, lors de la guerre de Succession d'Autriche, il prend part à la fameuse bataille de Fontenoy (1745) où trois de ses frères sont tués au combat. Toujours exact au service, il n'est jamais puni, sauf une seule fois, pour avoir escaladé les remparts de Berg, afin de rentrer dans la place et ne pas manquer l'appel, les portes étant fermées. Peu après il se fait mettre en congé et revient à Orain puis, juste après son mariage (13 janvier 1750), il contracte un nouvel engagement au régiment de Touraine, avec lequel il a débuté et qu'il ne quittera plus désormais,.
Le 1er août 1759, le régiment de Touraine déploie une grande valeur à la bataille de Minden, épisode décisif de la guerre de Sept Ans : il se dévoue pour sauver la cavalerie qui a été mise en désordre. Le chiffre de ses pertes indique assez la part que ce régiment prend au combat : il a six capitaines et six lieutenants tués, dix-sept capitaines et dix-huit lieutenants blessés, soit quarante-sept officiers atteints, dont douze frappés mortellement et trente-cinq plus ou moins grièvement blessés. Malgré ses soixante ans, Jean Thurel se bat comme un lion et reçoit ce jour-là sept coups de sabre dont six sur la tête.
Après la guerre de sept ans le régiment de Touraine poursuit sa vie insouciante de camp en camp.

### Sous le règne de Louis XVI
Le régiment de Touraine part en 1780 « pour les Amériques » avec la brigade de Saint-Simon. Sous les ordres de Rochambeau et de La Fayette, Thurel prend part à campagne d'Amérique et est probablement le plus vieux soldat français à participer à la bataille de Yorktown (1781), dirigée par le général George Washington, chef d'état-major de l'armée continentale, où un quatrième de ses frères, caporal au même régiment de Touraine, est tué au cours des combats auxquels participe également le cadet de ses deux fils, Jean Baptiste, du même régiment de Touraine. Le 12 avril 1782, pendant cette même campagne, Thurel voit tuer à côté de lui son fils aîné Dominique caporal dans sa compagnie,.
Selon les contrôles, Thurel « part pour la pension » le 30 décembre 1783, après le retour du régiment en France. Mais que faire quand on a 84 ans, une femme et deux filles de 14 et 9 ans ? Il reste au régiment !
Le 16 décembre 1784 il fait déposer une requête dans laquelle il « se recommande aux bontés de Monsieur le Baron de Satie et le supplie d'observer qu'ayant été dans le cas d'obtenir deux médaillons de vétérance après 68 années de service sans interruption il ne lui a été accordé (en 1784) que la solde ordinaire de 90 livres par an, insuffisante pour subvenir aux besoins qu'entraînent les infirmités de son âge avancé. ». Il obtient 200 livres de pension.
En 1784 Thurel avait bien plus de 48 ans de service et avait donc le droit à deux médaillons dit « de Vétérance », ou plus exactement « le Médaillon des deux épées », créé par Louis XV par ordonnance royale du 16 avril 1771.
Lorsque son bataillon, qui est à Avesnes, vient rejoindre en 1787 le reste du régiment à Rennes, son lieu de garnison, ses chefs l'incitent à monter dans une des voitures qui accompagnent la colonne. Thurel refuse obstinément en disant: « qu'il n'était jamais monté sur les voitures et qu'il ne commencerait pas ». Mais, en arrivant à Pontoise, il reçoit l'ordre de se rendre à Paris, où son colonel, M. de Mirabeau, dit de Mirabeau Tonneau, mestre en second de ce régiment et frère du futur et célèbre député du Tiers-État, qui est alors à la Cour, le fait demander pour le présenter au roi Louis XVI.

#### La présentation au roi Louis XVI
Dans une lettre adressée le 19 novembre 1787 « aux auteurs du Journal de Paris » et reproduite dans la feuille qui se publie alors à Rennes, le colonel Mirabeau retrace d'une façon émue cette présentation qui eut lieu le 8 novembre 1787, d'après une note manuscrite des Archives municipales de Tours :
Les faits relatés par le colonel de Mirabeau se résument à :

« Sa Majesté s'arrêta, le regarda, demanda de quel régiment il était, et parut satisfaite. Monsieur et Monseigneur le Comte d'Artois le traitèrent avec la même bonté, et M. le Prince de Luxembourg lui remit cent écus de la part du Roi, et cinquante de la part de chacun de ses augustes Frères, lui annonçant que le Roi avait fait passer son Mémoire à M. le Comte de Brienne. »

Ce succès ne fait pas perdre la tête à Thurel qui profite de la faveur du Roi pour souscrire le 14 décembre 1787 un nouvel engagement au régiment de Touraine... ce qui lui donne en 1788 le droit de recevoir son troisième médaillon de vétérance.
Le général Thiébault, qui a connu à Tours en 1802 le vétéran qu'il reçoit à dîner une fois par semaine et dont la constante préoccupation avec ses convives est alors de l'empêcher de trop manger, apporte dans ses Mémoires des précisons sur cette présentation au roi ; celle-ci et l'anecdote du vin de Malaga sont le sujet favori de ce centenaire loquace qui jouit de la plénitude de ses facultés.

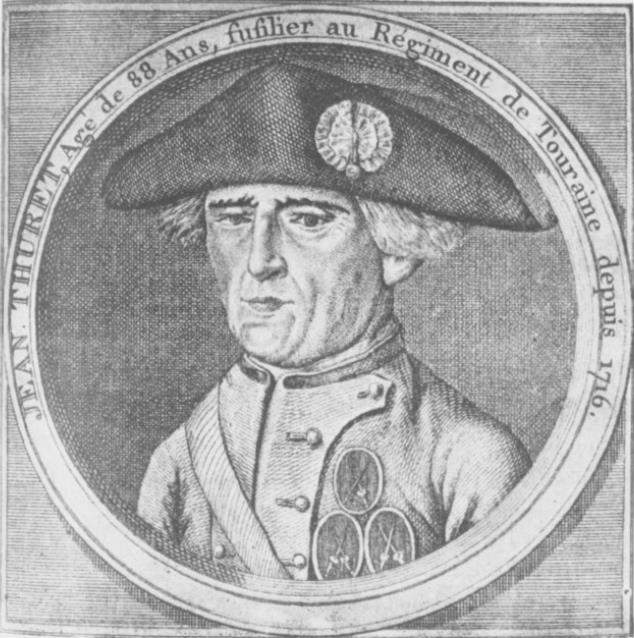
Portrait de Jean Thurel
(à l'âge de 88 ans)

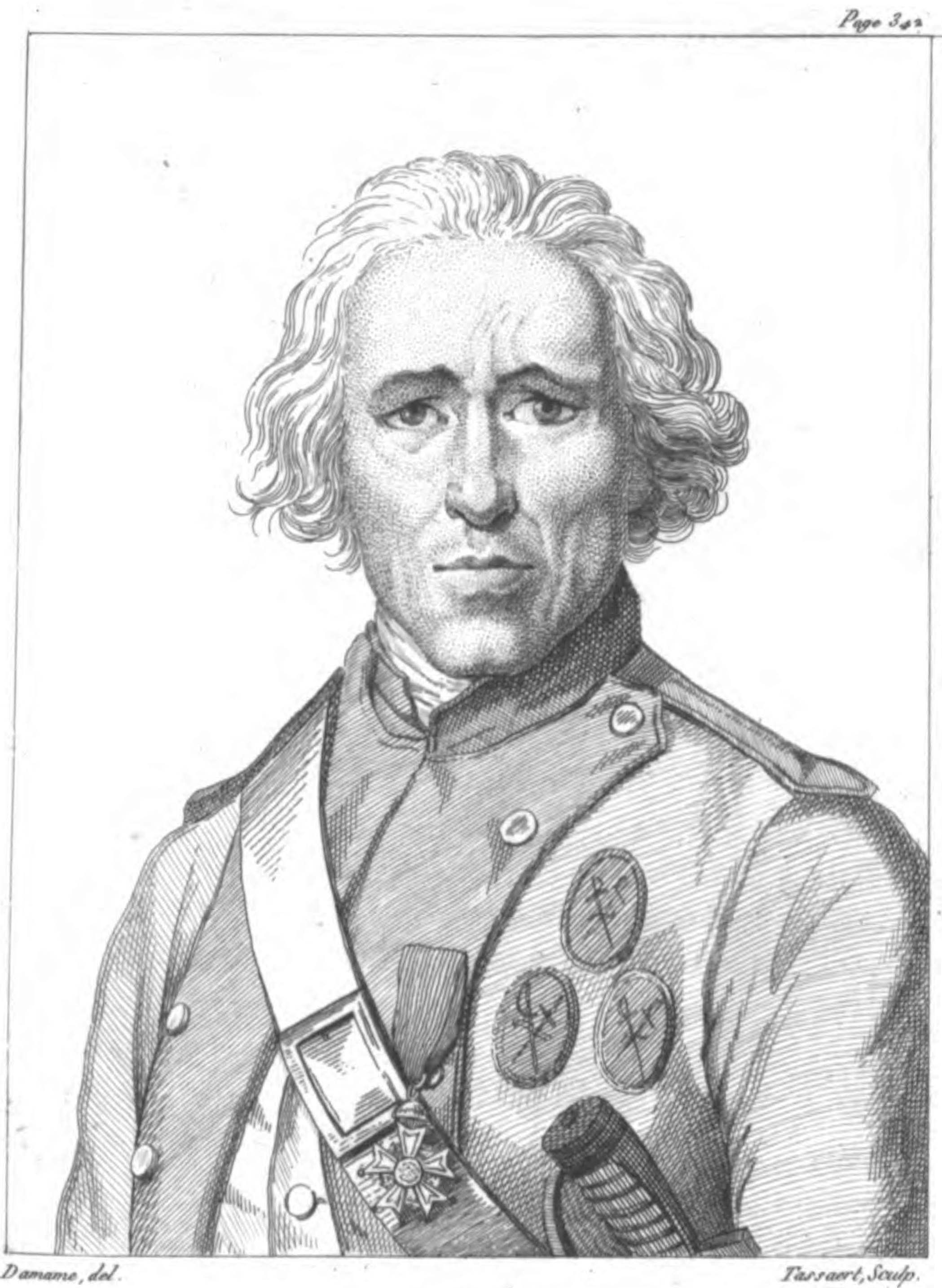
Portrait de Jean Thurel
(par Damame et Tassaert)

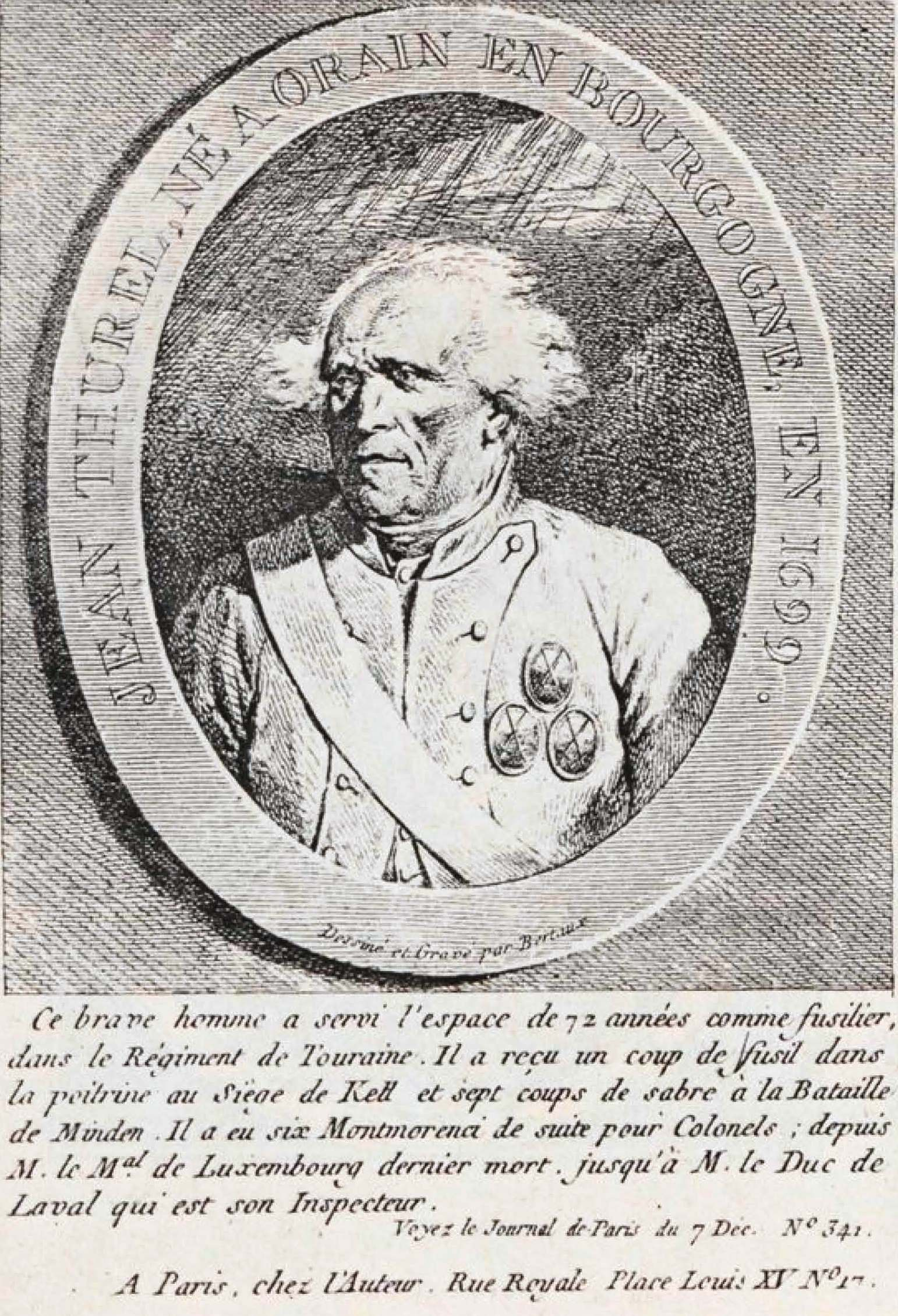
Portrait de Jean Thurel
(gravure de Bertaux)

Selon les propos rapportés de Jean Thurel, on apporte une carafe de ce vin réconfortant et quatre verres. Le roi est servi le premier, lui le second, avant les comtes de Provence et d'Artois. Le roi l'appelle « papa » et, après mille gracieusetés, lui demande s'il veut la Croix de Saint-Louis ou le troisième chevron. « Sire, lui répond-il, si votre Majesté a la bonté de me l'attacher elle-même, je préfère le troisième chevron ». Le roi accède à sa demande et lui attache son troisième chevron,.
Avec l'âge, le vieux soldat de 103 ans prend des libertés avec l'histoire et enjolive quelque peu les faits en se faisant attacher par le roi lui-même ce fameux troisième chevron. Le 26 décembre 1787, les Affiches de Rennes publient en effet, sous la rubrique Nouvelle, et avec la mention finale Note communiquée, les lignes suivantes :

« Le Roi a accordé au nommé Thurel, soldat au régiment de Touraine, dont nous avons fait mention dans notre dernière feuille, 300 livres de pension sur le Trésor Royal, et 100 livres à son fils ; la première pension réversible à sa femme, et par égale portion à ses deux filles, après sa mort. M. le comte de Brienne a adressé à M. le chevalier de Mirabeau la troisième marque de vétérance, avec ordre de la lui attacher devant les drapeaux. Ce vénérable vieillard a été présenté par M. le comte de Brassac à Mesdames, qui lui ont fait donner vingt-cinq louis. Il a été applaudi à tous les spectacles, avec un enthousiasme aussi rare que bien justifié, et M. de la Rive a trouvé le moyen de le complimenter samedi dernier, et l'a couronné dans la tragédie de Gaston et Bayard. MM. les maréchaux de Richelieu, de Biron et de Contades l'ont accueilli avec bonté et admis à leur table. Ce vieillard vient de recevoir l'ordre de rejoindre son corps, et dans peu de jours nous le verrons à Rennes. »

#### Le triple médaillon de vétérance
Quelques jours après, les habitants de Rennes assistent à une cérémonie aussi illustre que curieuse et intéressante. Le jeudi 17 janvier 1788, les vétérans du régiment de Touraine, précédés de la musique du corps, traversent les rues de la ville et se rendent au-devant de Jean Thurel, qu'ils conduisent à sa demeure au son des fanfares et aux acclamations de la foule. Mais ce n'est là que le prélude du triomphe du vénérable soldat. Laissons encore parler les Affiches de Rennes du 23 janvier 1788 :

« Le lendemain, selon l'ordre du Roi, le régiment de Touraine a pris les armes en grande parade, et M. le chevalier de Mirabeau, Mestre de Camp en second, commandant le régiment, lui a attaché le troisième médaillon. L'affluence du peuple était si considérable que les commandements ne pouvaient être entendus et que le régiment n'a pu même défiler. Tous les ordres des citoyens se sont empressés de féliciter, sur le théâtre
même de sa gloire, le triple vétéran, et sa présence d'esprit l'a assez bien servi pour remarquer qu'entouré d'un brillant cercle de femmes, il pourrait tirer un parti agréable de la circonstance. Toutes les Dames ont bien voulu se laisser embrasser par le vieillard, qui compte ce jour comme le plus beau de sa vie. Un homme qui a bien servi sa patrie pendant soixante-douze ans, qui a cimenté plusieurs fois de son sang les services qu'il lui a rendus pendant ce long espace de temps, ne pouvait en recevoir la récompense dans un lieu plus propre à lui donner de l'éclat, que dans la capitale d'une nation aussi énergiquement patriote que la nation bretonne. Le brave vétéran nous prie de présenter au public l'hommage de sa reconnaissance, et de l'assurer qu'après l'honneur d'avoir été présenté à son Souverain, celui qui l'a le plus flatté entre tous ceux qu'il a reçus, est l'accueil qu'on a bien voulu lui faire à Rennes. »

Outre la curiosité de la Cour et du peuple, Jean Thurel suscite celle des peintres et des graveurs qui exécutent à cette époque son portrait revêtu de son uniforme blanc et décoré des trois chevrons. Le plus connu est celui de Antoine Vestier exposé au Musée des beaux-arts de Tours, que le peintre retouche en 1804 pour y inclure la toute récente médaille de la Légion d'honneur.

### Sous la Révolution française
Le triomphe de Thurel n'efface pas tout à fait le petit incident qui se passe à Laval, lors du passage du régiment de Touraine : des soldats veulent introduire dans la ville des marchandises soumises à droits et une bagarre se produit avec les employés. Le mestre de camp en second d'Iversay sévit mollement et Boniface de Mirabeau, qui vient d'être nommé colonel, est prié de retourner à son régiment pour sévir. Il fait appliquer la nouvelle punition de coups de plat de sabre avec tant de brutalité que les élèves du collège le surnomment carnifex (boucher).
Mais l'affaire de Laval suit son cours, un blâme est donné aux officiers et en 1789, le régiment quitte la garnison de Rennes pour se rendre en disgrâce à Perpignan. En mars 1789 Mirabeau se fait élire député de la noblesse du haut Limousin et part à Paris. Un colonel brutal qui s'absente, un régiment qui commence à prendre des libertés avec les règlements, une ville où fermentent les idées nouvelles, tout est prêt pour l'incident.
En mai 1790, à la suite de divers troubles, une véritable sédition éclate au régiment de Touraine. Mirabeau est prié d'aller voir ce qui se passe à son régiment et part le 2 juin 1790 pour Perpignan. Pendant ce temps incidents et bagarres se développent ; finalement, dans un but d'apaisement les drapeaux sont déposés chez le maire. Le 13 juin Mirabeau décide de repartir à l'assemblée pour rendre compte des faits, et au moment de partir, arrache les cravates des drapeaux, c'est-à-dire, la partie la plus respectée et la plus symbolique. Mirabeau est poursuivi, rattrapé, les cravates récupérées et l'affaire portée devant l'Assemblée nationale.
Des délégations de Perpignan et du Régiment de Touraine viennent à la barre lors de la séance du 26 juin 1790. M. Siam, député de la garde nationale de Perpignan y déclare : « On voyait des soldats courant au hasard dans les rues de notre malheureuse ville, les larmes inondaient leurs visages, ils déchiraient leurs vêtements, le célèbre Thurel, le plus ancien soldat de France, à la tête des vétérans, montrant à mes concitoyens son triple médaillon de vétérance, leur redemande les enseignes qu'il avait suivies pendant quatre-vingt ans sous trois rois victorieux. Nous avons été témoins de ce spectacle attendrissant et terrible à la fois ». Mirabeau n'est sauvé que par son frère qui proposa une commission.
En 1790 le régiment de Touraine devient le 33e régiment d'infanterie. Thurel figure sur le contrôle de la troupe établi à cette occasion. Affecté à la compagnie Fesaplane, il est muté à la compagnie Retz le 24 mars 1791. Le régiment vient à Bayeux et à Cherbourg en 1791.
Le 31 janvier 1792 Thurel part pour la pension, avec 75 ans de service actif derrière lui, et l'Assemblée nationale décrète unanimement qu'il lui est accordé, en considération de ses longs services, la somme de 600 livres par an. Le 1er février 1792, dans la répartition des sommes accordées pour secours aux anciens pensionnaires, l'Assemblée nationale ajoute à sa pension 300 francs de plus. Il a alors quatre-vingt-douze ans.

## Aux sources d'une légende

### Deux jeunes mariés mineurs
L'acte de mariage daté du 13 janvier 1750 de Jean Thurel (Theurel)  contient une information capitale : les deux mariés sont mineurs. Si le futur marié, qui signe l'acte, est âgé de plus de 50 ans comme l'indiquent ses biographies, pourquoi a-t-il eu besoin du consentement de son père ? Selon les usages en vigueur à l'époque, on ne pouvait contracter mariage sans le consentement d'un père ou d'un tuteur que si l'on avait atteint l'âge de la « majorité parfaite » fixé à 25 ans révolus. 

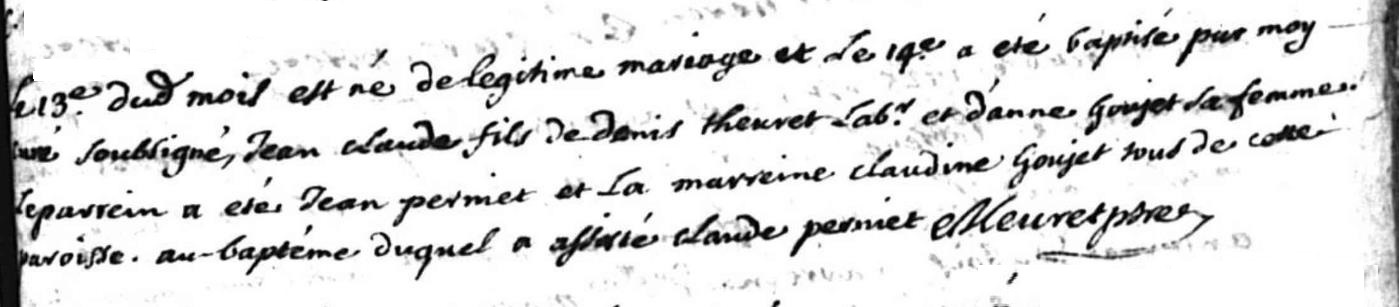
Naissance le 13 septembre 1725 de Jean Claude Theurel

En feuilletant les registres, on découvre que Denis Theurel, laboureur, le père du marié, s'est marié une première fois à Orain le 6 février 1720 également avec une Anne Goujet. Le couple a notamment un fils Jean Claude né le 13 septembre 1725 à Orain. Âgée d'environ 50 ans cette Anne Goujet décède le 17 septembre 1748 à Orain et Denis Theurel se remarie ensuite avec Marguerite Boillot le 1er février 1752. Le père âgé de 53 ans et son fils Jean (Claude) ont signé l'acte.
La dénommée Anne Rabiet à qui Napoléon accorde le 10 septembre 1807 une pension en la fixant lui-même à 300 francs est « née le 2 août 1727 à Chaumes (hte Marne) » d'après la minute du Décret Impérial. Hubert Gelly nous précise qu'il a retrouvé dans les registres paroissiaux de Chaume qu'Anne Rabiet y était née « le 22 août 1727 (2 août 1727 ?) de Claude Rabiet (1699 - 29 août 1746) et de Jeanne Dumoulin (1697 - 11 novembre 1729), ».
La jeune mariée de 1750 est aussi la veuve de 1807 et le jeune marié le même Jean Theurel qui appose sa signature sur son acte de mariage et sur l'acte de secondes noces de son père Denis.
Anne Rabiet, née le 22 août 1727, et Jean (Claude), né le 13 septembre 1725, n'ont pas encore 25 ans à leur mariage le 13 janvier 1750 : il est donc normal qu'ils aient eu besoin du consentement, le marié de son père, la mariée de François Aubert, son oncle et tuteur.
Jean Theurel décédé à Tours  le 10 mars 1807 est né à Orain non pas 107 mais 81 ans plus tôt, le 13 septembre 1725.
L'histoire de Jean Thurel (Theurel) que nous rapportent ses biographes n'est pourtant pas une légende. Aurait-il été présenté en 1787 au Roi Louis XVI si le moindre doute existait quant à l'authenticité du personnage ? Cette présentation lui confère une notoriété qui va ensuite lui procurer honneurs et prébendes pendant les vingt dernières années de sa vie. Tous ceux qui les lui ont accordés l'auraient-ils fait s'ils avaient eu le moindre doute sur l'âge de l'intéressé et sur sa crédibilité ? Les officiers qui instruisent son dossier pour lui obtenir – insigne honneur – la toute nouvelle Légion d'honneur se seraient pareillement laissé berner ?
Son dossier a selon toute vraisemblance été passé alors à la loupe, au vu des documents disponibles, par les personnes chargées de l'instruction des demandes dont il était l'objet.

### Les contrôles des troupes de l'Ancien Régime
Le Service historique de la Défense (SHD) qui est le centre d'archives du ministère de la Défense et des forces armées françaises comprend en particulier le Centre historique des archives de Vincennes. Elles recèlent une mine de documents permettant de retrouver la trace d'un simple soldat : les registres des contrôles des troupes des régiments de l'Ancien Régime.
Institués par ordonnance royale du 2 juillet 1716 leur but était de suivre l'état des effectifs et de mieux contrôler l'emploi des fonds destinés à l'armée. Dans cette armée de métier, on s'engageait le plus souvent pour 6 ans sous condition d'un âge et d'une taille suffisants. La nouvelle recrue recevait une prime d'engagement – l'argent du roi – généralement de 30 livres. Il arrivait que le nouvel engagé, après avoir touché la prime, ne se présente jamais au corps. Les déserteurs étaient nombreux (près d'un sur cinq), soit pour fuir la condition militaire, soit pour s'enrôler ailleurs sous un autre nom. Il était donc nécessaire de mettre un peu d'ordre et lorsque survenait une guerre, ce qui était assez fréquent, on surestimait le nombre des victimes, les déserteurs non déclarés étant recyclés en morts sur le champ de bataille.
L'ensemble de ces registres contient près d'un million d'individus et constitue une source inépuisable pour l'étude de la société française du XVIIIe siècle. C'est également une possibilité pour suivre la carrière d'un simple soldat à condition de connaître les unités dans lesquelles il a servi. Ces registres étaient mis à jour périodiquement, le plus souvent à l'occasion d'une réorganisation dans le commandement.
La dernière mention de Jean Theurel, signalée par Hubert Gelly, se trouve dans le contrôle du 33e régiment d'infanterie qui va de 1786 à l'an III ; c'est un résumé de ses états de service conforme pour l'essentiel à la biographie publiée plus tard par Charles Thoumas et reprise par le général Duplessis. Il convient de vérifier si des contrôles plus anciens sont en accord avec cette dernière version.
Les contrôles des régiments de cavalerie dans lesquels Jean Theurel a très peu servi au début de sa carrière permettent de le retrouver : Jean (Claude) Theurel, né à Orain le 13 septembre 1725, apparaît dans la compagnie de la Charce du régiment d'Anjou-Cavalerie et est effectivement âgé de 18 ans le 20 février 1744, jour de son enrôlement pour 6 ans. On le retrouve ensuite pour son premier enrôlement au régiment de Touraine dans le 2e bataillon, compagnie de Saint-Maurice et le contrôle confirme une naissance en 1725.
Jean Theurel se retrouve un peu plus tard comme fusilier « appointé » dans le 1er bataillon compagnie Sainte-Croix du régiment de Touraine avec une autre orthographe Thurelle,. Ce contrôle est daté de 1764 et Jean Theurel est en réalité âgé de 39 ans et non pas 35 ; Jean Thévenot pense que l'on a dû recopier le texte d'un contrôle antérieur sans changer de date. Son fils aîné Dominique y figure également dans la même compagnie.
Jean Theurel apparaît encore quelques années plus tard dans la compagnie de Launay, toujours âgé de 35 ans avec la mention supplémentaire « rengagé le 4 mai 1772 après un contrat de 8 ans ». Il a auprès de lui ses deux fils. Les deux fils ont été engagés fort jeunes dans la compagnie de leur père et, contrairement à ce qu'on peut lire dans les contrôles, Dominique est en réalité âgé de 13 ans et Jean-Baptiste n'a pas encore 6 ans. Cette faveur, qui donnait droit à une demi-solde, était accordée aux militaires les plus méritants.
Un peu plus tard on retrouve Jean-Baptiste à la compagne de Pesseplane et, dans la même compagnie, Jean Thurel. Il n'a pas échappé à Hubert Gelly que pour la première fois la date de 1715 figure sur ce contrôle comme année de naissance et l'explication qu'il avance pour ce qu'il appelle une tricherie est : « on voit bien la scène : le sergent major prenant comme argent comptant les dires du conscrit, généralement illettré, et transcrivant phonétiquement ce qui lui était dit » ; il ajoute cependant : « néanmoins, ce contrôle pose un certain nombre de problèmes pour son interprétation ».
Le régiment de Touraine part en 1780 « pour les Amériques » avec la brigade de Saint-Simon. Jean Theurel, toujours simple fusilier « appointé », compte 30 années d'ancienneté dans le régiment ; il est âgé de 55 ans mais le dernier contrôle lui en donne 10 de plus. Il figure dans la liste des combattants de la guerre américaine à la compagnie Charlot avec le même descriptif de carrière que précédemment (naissance en 1715, premier engagement dans le régiment en 1750). Il est l'un des plus anciens vétérans du corps expéditionnaire.

### La genèse d'un faux en écriture
Selon les contrôles, Jean Theurel « part pour la pension » à l'âge de 58 ans le 30 décembre 1783, après le retour du régiment en France. Bien qu'il compte 33 années de service sans interruption au régiment de Touraine auxquelles il faut ajouter 4 ans dans le régiment d'Anjou-Cavalerie, il se voit accorder la pension ordinaire assurée après 24 années de service et malgré ses 37 années de services, cette pension ne se monte qu'à 90 livres. On imagine sa déception et ses regrets sont sans doute partagés par ses officiers.
La participation victorieuse des troupes françaises à la guerre d'indépendance américaine est vécue comme une revanche sur les Anglais après la perte, 24 ans plus tôt et à leur profit, du Canada au traité de Paris (1763) et les rescapés de l'expédition sont honorés comme des héros. Le régiment de Touraine a pris une part active à la bataille de Yorktown (1781). Deux de ses officiers, le mestre de camp en second Mirabeau et le capitaine Charlot ont été cités pour leur conduite exemplaire. Theurel n'a sans doute pas participé activement à la bataille en raison de son âge mais on aimerait faire quelque chose pour lui.
Profitant de ce contexte favorable, le mestre de camp, colonel du régiment, le vicomte de Poudenx appuie une requête datée du 16 décembre 1784 dont il certifie exacts les éléments et dans laquelle Theurel « se recommande aux bontés de Monsieur le Baron de Satie et le supplie d'observer qu'ayant été dans le cas d'obtenir deux médaillons de vétérance après 68 années de service sans interruption il ne lui a été accordé (en 1784) que la solde ordinaire de 90 livres par an, insuffisante pour subvenir aux besoins qu'entraînent les infirmités de son âge avancé. ». Il obtient 200 livres de pension.
Le moyen est discutable et sans doute dans les usages de l'époque. Jean Theurel compte 37 années de services et il suffit de le vieillir d'un peu plus de dix ans pour réunir les 48 années nécessaires à l'obtention de deux médaillons de vétérance. On comprend mal pourquoi avoir triché à ce point, aux limites du vraisemblable (26 ans), et le faire naître le 8 septembre 1699 au risque d'attirer les soupçons sur les 85 ans que lui donne la requête.
Les registres d'Orain montrent qu'en 1715 il n'y a pas d'autre Jean Theurel que lui qui aurait pu servir d'alibi en cas de demande d'explication. Les registres de contrôle de l'époque sont particulièrement bien tenus au démarrage de l'institution. On y relève en revanche, entre 1715 et 1725, de nombreux enrôlements de jeunes de Percey-le-Grand, Orain, Saint-Maurice, tous sont nés vers l'an 1700. Pas la moindre trace de Theuret, même en élargissant la recherche à toute la province. Le choix de 1699 comme année de naissance fictive de Jean Theurel est peut-être liée à ce groupe de « conscrits » dans le régiment,.

### Un mestre de camp en second en mal d'avancement
Jean Theurel pouvait espérer une retraite confortable et discrète ; c'était sans compter sur l'intervention intempestive du vicomte de Mirabeau.
André Boniface Louis Riquetti, vicomte de Mirabeau, était presque aussi débauché que son frère aîné le comte de Mirabeau. Obèse, son ivrognerie lui vaut le surnom de « Mirabeau-Tonneau ». Rapidement conscient de n’être que l’ombre de son frère, le malheureux André Boniface constate : « Dans une autre famille, je passerai pour un mauvais sujet et un homme d’esprit, dans la mienne je suis un sot et un honnête homme ».
Ardent défenseur de la monarchie à l'Assemblée constituante où il est envoyé siéger par les nobles de la sénéchaussée de Limoges. Il s'oppose à la réunion des ordres et à l'abolition des privilèges (4 août 1789). Quand il vient lui soumettre un projet de discours, son père le marquis de Mirabeau lui jette comme une gifle à travers la figure : « Quand on a un frère comme le vôtre aux États Généraux et qu’on est vous, on laisse parler son frère et l’on garde le silence ».
Son parti étant minoritaire à l'Assemblée constituante, il donne sa démission de député en juin 1790 et émigre en Allemagne. Il meurt en 1792 des suites d'une attaque d'apoplexie pour les uns, victime d'une bagarre entre ivrognes pour les autres. Il ne manquait cependant ni de courage ni d'esprit d'organisation et fit somme toute un très bon militaire.
Au moment où Jean Theurel devient le plus vieux vétéran de France, Mirabeau, fraîchement décoré pour son comportement sur le champ de bataille, est l'un des deux mestres de camp en second du régiment de Touraine et nourrit l'ambition de devenir colonel.
Lors du mouvement du régiment du nord de la France vers Rennes en 1787, il profite du passage à Pontoise pour présenter le fameux vétéran à la Cour de Versailles et plaider sa propre cause auprès du comte de Brienne, secrétaire d'État à la Guerre. Pour que nul n'en ignore, il adresse alors le 19 novembre 1787 la fameuse lettre au Journal de Paris, enrichissant au passage la légende de Theurel de 3 frères morts à Fontenoy.
Ces événements ne font pas perdre la tête à Theurel qui profite de la faveur du Roi pour souscrire le 14 décembre 1787 un nouvel engagement au régiment de Touraine... ce qui lui donne en 1788 le droit de recevoir son troisième médaillon de vétérance. Son régiment est accueilli triomphalement à Rennes et quelques mois plus tard, le 10 mars 1788, Mirabeau en devient colonel.
C'est l'époque où Theurel pose pour les peintres et les graveurs qui le représentent avec un visage étonnamment juvénile pour un homme censé avoir 88 ans. Il suit les déplacements de son régiment qui devient en 1790 le 33e régiment d'infanterie. Theurel figure sur le contrôle de la troupe établi à cette occasion ; Mirabeau avait pris la précaution auparavant d'y faire inscrire les états de services supposés de son illustre fusilier.
Le 31 janvier 1792 Theurel part pour la pension, avec 75 ans de service actif derrière lui, et l'Assemblée nationale décrète unanimement qu'il lui est accordé, en considération de ses longs services, la somme de 600 livres par an. Le 1er février 1792, dans la répartition des sommes accordées pour secours aux anciens pensionnaires, l'Assemblée nationale ajoute à sa pension 300 francs de plus.

### Une vie de château
Comme tous les vétérans pensionnés, Jean Theurel a le droit de porter l'uniforme et accès aux hôpitaux militaires. Il peut choisir de prendre sa retraite au choix chez lui ou au sein de l'armée. Il a quitté son village natal depuis 40 ans où il aurait du mal à y justifier son nouvel état-civil et l'armée est devenue sa véritable famille. Aussi est-ce tout naturellement qu'il choisit de rester à Tours.
Logé à la caserne du château avec sa femme, rattaché à la garnison de la ville mais exempté de service en raison de son âge, Theurel va alors mener une agréable retraite, recevant le « prêt du soldat » (la solde) et les rations réglementaires. Il a la grande satisfaction de suivre la brillante carrière de son fils cadet Jean-Baptiste qui est promu officier en 1793.
Comment se comporter lorsque l'on vous attribue 26 ans de plus que votre âge réel ? Déjà avant sa retraite définitive, il avait tenu à faire à pied le trajet à l'occasion d'un mouvement de son régiment, suscitant la surprise et l'admiration de tous. Une telle imprudence n'est plus à renouveler : Jean Theurel est désormais seul, face à la foule des curieux, avec sur les épaules le poids d'une légende qu'il va devoir supporter pendant encore 15 ans. Il n'a pas d'autre choix que de jouer parfaitement le rôle que d'autres ont créé pour lui ; sa pension est en jeu !
Les témoignages que rapportent les chroniqueurs sont éloquents : Jean Theurel s'est montré à la hauteur de la situation. Madré, il ne laisse passer aucune occasion de solliciter quelque avantage pour lui-même et le reste de sa famille. Au moment de la création sous le Consulat des compagnies de vétérans par l'arrêté du 4 germinal an VIII (25 mars 1800), il s'engage dans la compagnie du département d'Indre-et-Loire et c'est la 3e demi-brigade qui le prend en charge.
Les honneurs ne sont pas non plus pour lui déplaire. Le 4 brumaire an XIII (26 octobre 1804) il est nommé chevalier de la Légion d'honneur, un an après la création de l'ordre, et il attend impatiemment de recevoir sa croix.
Son imagination est sans limites pour accréditer sa légende : il s'invente une mère morte à 113 ans et un oncle à 130 ans. Son morceau de bravoure est sa réception le 8 novembre 1787 par le roi Louis XVI. Selon lui, on apporte une carafe de vin de Malaga et quatre verres. Le roi est servi le premier, lui le second, avant les comtes de Provence et d'Artois. Le roi l'appelle « papa » et, après mille gracieusetés, lui demande s'il veut la Croix de Saint-Louis ou le troisième chevron. Le roi accède à sa demande et lui attache son troisième chevron,.
Jean Theurel est parfaitement à l'aise dans la société tourangelle. Le général Thiébault, qui l'a connu à Tours en 1802, le reçoit à dîner une fois par semaine ; sa constante préoccupation avec ses convives est d'ailleurs de l'empêcher de trop manger.
Son décès du 10 mars 1807 est enregistré à la mairie de Tours par un adjoint à l'état civil qui n'est autre que le père de Balzac,. Le futur écrivain, âgé de 8 ans et pensionnaire dans un établissement de la ville, a sans doute vu passer le convoi funéraire, anonyme parmi les enfants des écoles mobilisés pour l'occasion. 
Après sa mort, ni sa femme, ni ses enfants ne révélèrent la vérité qu'il avait su parfaitement dissimuler pendant si longtemps ; en ce temps-là on savait garder un secret de famille surtout s'il apportait quelque avantage. On ne connut des archives militaires que ce qui avait été inscrit dans les derniers registres par des officiers trop compréhensifs ou trop peu rigoureux. Les portraits officiels, la Légion d'honneur, les funérailles grandioses marquèrent définitivement les mémoires.
C'est ainsi que la légende du plus vieux soldat d'Europe a pu perdurer durant plus de deux siècles après sa mort !

### Iconographie
- Portrait de Jean Thurel : huile sur toile (122 x 90 cm) de Antoine Vestier[36] – Musée des beaux-arts de Tours
- Portrait de Jean Thurel : burin et eau-forte (16,2 x 11,6 cm) de Jean-Joseph-François Tassaert (graveur) et Michel-François Damame de Martrait (dessinateur)[36] – Fonds Château de Versailles et de Trianon
- Portrait de Jean Thurel : eau-forte (14,5 x 11,0 cm) de Jean Duplessis-Bertaux (dessinateur) – Fonds Château de Versailles et de Trianon
- Portrait de Jean Thurel : musée de la Légion d'honneur[35]
- Portrait de Jean Thurel : huile sur toile (61 x 50 cm) de F. Loyer – Musée d'Archéologie de Rennes[36]
- Portrait de Jean Thurel : musée du Sous-officier de Saint-Maixent-l'École
- Portrait de Jean Thurel : biographie de Jean Thurel in Le médaillon de vétérance, p. 267
- Portrait de Jean Thurel : portrait par Gamelin de Jean Theurel en buste de 3/4 dirigé à droite dans une bordure ovale (estampe)